# Gymnogramma hirtipes
Gymnogramma hirtipes là một loài dương xỉ trong họ Pteridaceae. Loài này được C.H.Wright mô tả khoa học đầu tiên năm 1907.
Danh pháp khoa học của loài này chưa được làm sáng tỏ. 